# Aéroport de Saint-Honoré
L'aéroport de Saint-Honoré (code OACI : CYRC) est situé à 1,5 milles marins (2,778 km) à l'est-sud-est de la ville de Saint-Honoré et à environ 5,6 milles marins (10,3712 km) de Chicoutimi, au Québec (Canada),.
L'aéroport est le principal site utilisé par le Centre québécois de formation aéronautique (CQFA). Il a également été le siège du festival Saint-Honoré dans le vent pendant plusieurs années.

## Histoire
Le site, situé sur la rive nord de la rivière Saguenay, a été sélectionné par l'Aviation royale canadienne au cours de l'été 1941. La construction de l'aéroport a commencé peu de temps après. L'ouverture s'est faite en juin 1942 sous le nom de RCAF Station St-Honoré. D'abord géré comme une installation de la Base des Forces canadiennes Bagotville, il sert de lieu d'entraînement au cours de la Seconde Guerre mondiale dans le cadre du Plan d'entraînement aérien du Commonwealth britannique.
Fermé le 5 janvier 1945, les installations sont transférées à la communauté locale après la cessation des activités militaires, qui reprennent cependant en 1951 principalement comme centre d'entraînement.

## Relations avec la communauté
Le niveau de bruit engendré par le trafic de l'aéroport entraîne certaines relations difficiles avec la communauté résidentielle environnante. Des discussions sont entreprises à partir de la fin des années 2010 avec le CQFA afin d'explorer les différentes options pour diminuer les impacts des trajets.